# Abrilada

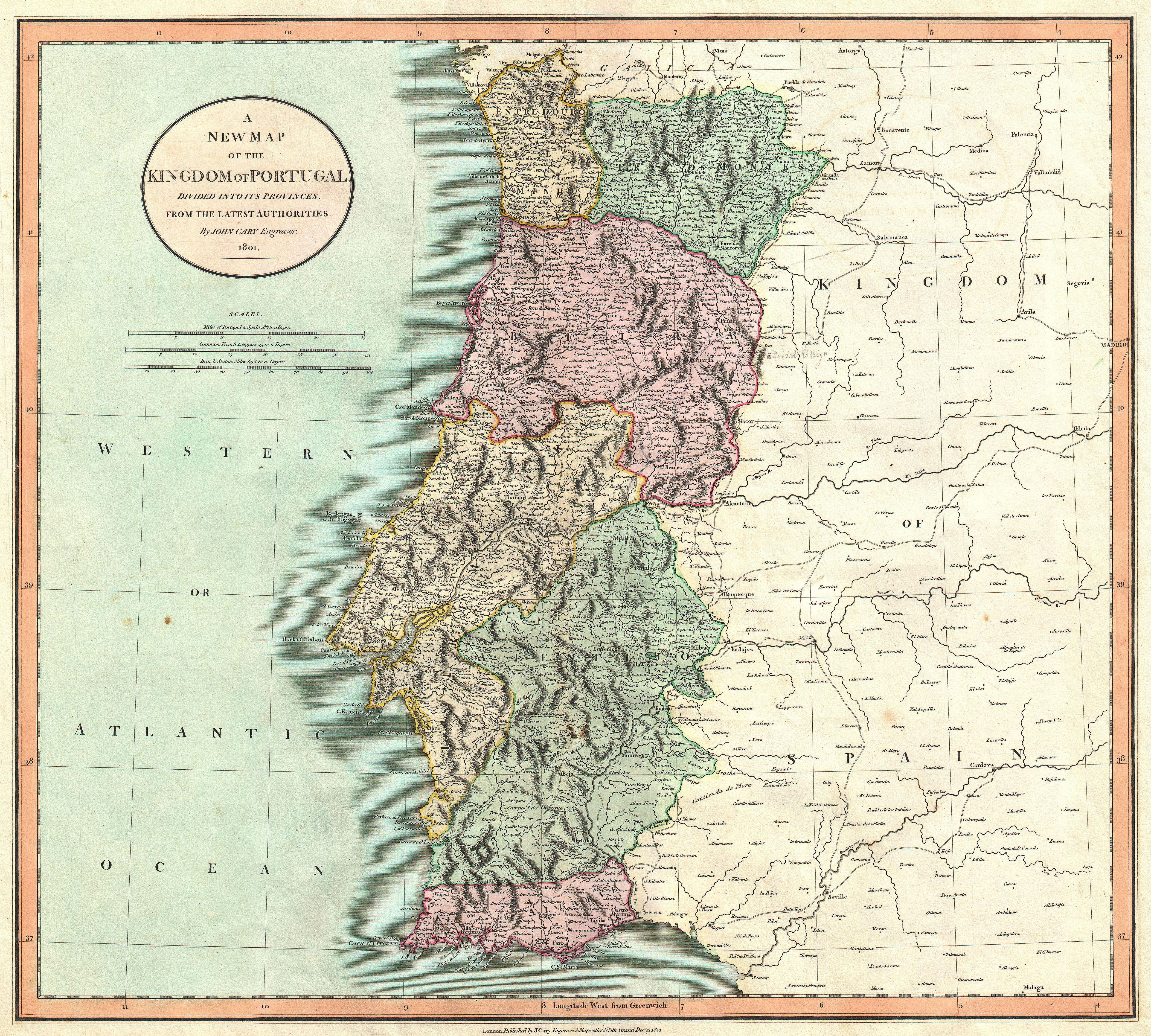
Portugal en el.

 La Abrilada, episodio de la historia de Portugal, fue una revuelta política realizada el 30 de abril de 1824. Su nombre viene del nombre del mes en portugués (abril). Fue el sucesor de otra revuelta de similares motivaciones y consecuencias, la Vilafrancada.
Esta revuelta tuvo por objetivo la abdicación de Juan VI de Portugal para restablecer el absolutismo, siendo promovida por su hijo, el infante Miguel y recientemente nombrado comandante en jefe del ejército (Generalísimo), y su esposa y madre de este, Carlota Joaquina. Estos no simpatizaban con la Constitución a la cual el rey se mostraba leal ni los ideales liberales de este.
La revuelta no tuvo éxito, gracias a la intervención del cuerpo diplomático. Miguel fue depuesto del cargo de generalísimo y huyó exiliándose en Viena.
Tras otro intento de revuelta el 26 de octubre del mismo año por parte de Carlota Joaquina, esta fue internada en el Palacio de Queluz.
Al cabo de poco de este incidente, (15 de noviembre de 1825), el rey reconoce la independencia de Brasil y restituye a su hijo el derecho al trono de Portugal, el rey Juan VI falleció al año siguiente.